# Pëtr Todorovskij
Pëtr Efimovič Todorovskij (in russo Пётр Ефи́мович Тодоро́вский?; Bobrynec', 26 agosto 1925 – Mosca, 24 maggio 2013) è stato un regista, sceneggiatore e direttore della fotografia russo.
Con il film Romanzo del tempo di guerra (Voenno-polevoj roman) del 1985 ha ricevuto la candidatura per l'Oscar al miglior film in lingua straniera ai premi Oscar 1985.
Anche il figlio Valerij Todorovskij è un regista.

## Filmografia

### Regista
- Fokusnik (1967)
- Poslednjaja žertva (1975)
- V den' prazdnika (1978)
- Ljubimaja ženščina mechanika Gavrilova (1981)
- Po glavnoj ulice s orkestrom (1986)
- Interdevočka (1989)
- Ankor, eščё ankor! (1992)
- Kakaja čudnaja igra (1995)
- Retro vtroёm (1998)
- Žizn' zabavami polna (2001)

### Direttore della fotografia
- I due Fëdor (Два Фёдора), regia di Marlen Chuciev (1958)